# 絶対☆アイドル
『絶対☆アイドル』（ぜったい☆アイドル）は、須田洋原作、ぎん太作画による日本の漫画作品。『月刊ドラゴンエイジ』（富士見書房）誌上で、2008年4月号から同年8月号まで連載。

## あらすじ
アイドル志望の少年・天之宙は、少女と間違われて芸能事務所にスカウトされ、自分が男性であることを周囲に一切秘密にしたまま女性アイドルとしてデビューしてしまう。

## 登場人物
天之 宙（あまの そら）
主人公。小柄で押しの弱いアイドル志望の少年。男らしく格好良いアイドルに憧れているが、猫に驚いて「きゃあ！」と悲鳴を上げるなど、メンタル面でも理想には程遠い。普段は長い前髪で目が隠れている。
何度もオーディションを受けてはいるが、中性的な容姿が災いして不合格が続いていた。そんなある日、町中で女の子と間違われてチンピラに乱暴されそうになったところを助けてくれた桐梨子にスカウトされ、霧島プロダクションに所属することになる。衣装合わせの段になって初めて女性だと勘違いされていることに気付くが、下着姿の桐梨子と梨緒子の前で自分は本当は男だと言い出すことが出来ず、男性であることを秘密にしたまま女性アイドルグループの一員としてデビューしてしまう。
伝説のアイドル「星空きらら」再来との意味合いを込め「星空ソラノ」という芸名を付けられ、「Star☆t」改め「Re:Star」のメンバーとして華々しくデビューを飾る。しかし稀華に正体がバレたことで女性を演じ続ける自信を無くし一度は逃げ出すが、ある人物に叱咤されアイドルとしての才能を本格的に開花させ、遂には周囲の人間に自身をまるでトランジスタグラマーな美少女であるかのように錯覚させることが出来るようになった。
姉が1人いたが3年前に病死している。長い間病床に臥せって気鬱になっていた闘病生活末期の姉に笑顔を取り戻させたアイドルという存在に強い憧れを抱くようになった。放課後に女性として行動する際には、姉の制服を持ち出し着用している。なお女装時でも下着はトランクスをはいている。
霧島 桐梨子（きりしま きりりこ）
梨緒子の姉で、実父が経営する霧島プロダクション所属のアイドルグループ、「Star☆t」（稀華脱退後に宙を加えて「Re:Star」と改称）のリーダー。芸名は「きりり」。事務スタッフも兼ねている。またステージイベントの際には、司会進行も務める。
幼い頃、父から伝説のアイドル「星空きらら」を紹介され、そのカリスマ性に魅了された。「星空きらら」に憧れながらも、現実問題として事務所の芸風を清純派アイドルからグラビアアイドル路線に変更すべきだと考えている。チンピラに絡まれているところを助けた宙を女性と間違えたが、彼に「星空きらら」と同じ雰囲気を感じとりアイドルとしてスカウトする。私服ではいつも男の子のような色気の無い格好をしている宙をショッピングに連れ出し、女の子らしい服を見積もって着させようとするなど、面倒見が良い。宙の可愛らしさに時折妙な気分になることがあり、その度に「私はノーマルだ」と心の中で自分に言い聞かせていたが、テレビ出演決定記念パーティで酔っ払い、とうとう自分から宙に迫ってしまった。
何らかの護身術もしくは格闘技を身に付けているらしく、宙を襲った男たちをたった一人で苦も無く撃退して見せた。
霧島 梨緒子（きりしま りおこ）
桐梨子の妹で、実父が経営する霧島プロダクション所属のアイドルグループ、「Star☆t」（稀華脱退後に宙を加えて「Re:Star」と改称）のメンバー。芸名は「Rio」。
非常に優れた歌唱力を持っているが、アイドルとして極めて高いレベルで完成している稀華に出会って萎縮してしまい、才能を生かせずにいた。稀華のバックにつくことでアイデンティティを保っていたが、彼女の脱退でステージに立つことを拒否するまでに落ち込んでしまう。しかし宙に励まされて立ち直り、「Re:Star」ではメインボーカルとしての地位を確立した。
表情に乏しくぶっきらぼうでいささか口も悪いが、クレープなどの甘い洋菓子が好物で、そういったものを口にすると満面の笑みを見せる。
木之下 稀華（きのした まれか）
霧島プロダクション所属のアイドルグループ、「Star☆t」の元メンバー。芸名は使わず本名で活動している。宙たちと同じ学校に通っている。
容姿は元より、歌唱やダンスに至るまで優れている実力派アイドル。「Star☆t」ではメインボーカルを務め、人気を独占していた。対外的には優等生らしい振る舞いをしているが、本当の性格は自信過剰、自己中心的かつ陰湿で、既に仕事の予定が入っていたにもかかわらず落ち目の霧島プロを見限って大手芸能プロダクションの鳳プロに移籍した。自分が脱退した後の「Star☆t」を「Re:Star」として再起させた「星空ソラノ」に強い敵愾心を抱いていたが、偶然ソラノの正体が同じ学校に通う男子学生の宙であることを知り、それをネタにステージに立たないよう彼を脅迫する。しかし宙はテレビ番組出演権をかけたオーディションに堂々と現れ、その正体を暴こうとしたことが逆効果となり「Re:Star」に合格をさらわれてしまった。
社長
霧島プロダクションの社長で、桐梨子と梨緒子の父。口髭をたくわえた中年男性。
かつては伝説のアイドル「星空きらら」を擁し隆盛を極めた霧島プロダクションであるが、彼女の引退後は下り坂で、現在では妻が経営する団子屋に収益を追い抜かれるまでに衰えてしまっている。しかし廃業を迫る妻に負けず、頑なに事務所を存続させている。
古き良きアイドルを世に送り出すという矜持を大切にしており、近年の主流であるお色気路線のグラビアアイドルなどは「あんなものアイドルではない」と嫌っている。
オバちゃん
霧島プロダクションの1階で団子屋を営む、桐梨子と梨緒子の母。恰幅の良い中年女性。夫に芸能事務所の廃業を迫っている。稼業に対する拘りから、洋菓子を極度に敵視している。
正体は、かつて一世を風靡し「絶対アイドル」と評された伝説のアイドル、「星空きらら」本人である。25歳でデビュー後、10年間にも渡ってトップアイドルの座に君臨し続けた。そのカリスマ性は健在で、現在でも周囲の人間に自身をまるで美女であるかのように錯覚させることが出来る。引退コンサートで父に連れられて来た娘の桐梨子と会っているが、実の母だとは見破られなかった。
谷口（たにぐち）
宙の同級生。アイドル好きな久保に辟易していたが、町で偶然「星空ソラノ」に遭遇し一目で熱烈なファンになった。ソラノの正体が友人の宙だとは全く気付いていない。
久保（くぼ）
宙の同級生。稀華と「星空ソラノ」のファン。ソラノの正体が友人の宙だとは全く気付いていない。

## 単行本
- 原作：須田洋、作画：ぎん太 『絶対☆アイドル』 富士見書房〈角川コミックス ドラゴンJr.〉、全1巻

1. 2008年9月9日発売 ISBN 978-4-04-712565-0